# Queets (település)
Queets az Amerikai Egyesült Államok északnyugati részén, Washington állam Grays Harbor és Jefferson megyéiben elhelyezkedő statisztikai település. A 2010. évi népszámlálási adatok alapján 174 lakosa van.
Queets postahivatala 1880. július 13-a és 1934. július 31-e között működött.

## Népesség
A 2010-es népszámláláskor a lakosok több mint 95%-a indiánnak vallotta magát.

## Fordítás
- Ez a szócikk részben vagy egészben  a   Queets, Washington című angol Wikipédia-szócikk ezen változatának fordításán alapul.  Az eredeti cikk szerkesztőit annak laptörténete sorolja fel. Ez a jelzés csupán a megfogalmazás eredetét és a szerzői jogokat jelzi, nem szolgál a cikkben szereplő információk forrásmegjelöléseként.